# Streptanthus gracilis
Streptanthus gracilis är en korsblommig växtart som beskrevs av Alice Eastwood. Streptanthus gracilis ingår i släktet Streptanthus och familjen korsblommiga växter. Inga underarter finns listade i Catalogue of Life.